# 제11국제여단
제11국제여단(XI Brigada Internacional)은 스페인 내전 때 스페인 제2공화국 측에 가담한 국제여단 중 하나다. 프랑스-벨기에, 오스트리아-독일, 이탈리아-스페인, 폴란드-발칸까지 총 4개의 대대로 이루어져 있다.
1956년 7월 18일, 독일 민주 공화국이 스페인의 제11국제여단 및 기타 지원 부대의 참전 용사들에게 한스 베이믈러 훈장을 수여하였다. 당시 생존해 있던 참전 용사는 632명이었다. 종전 20주년인 1959년 9월에는 112명이 추가로 수훈됐다. 훈장에는 은색에 한스 베이믈러의 초상화가 새겨져 있으며, 뒷면에는 국제여단의 삼각별과 "스페인의 자유를 위해 싸운 투사들 (1936-1939)"(KÄMPFER FVR SPQNIENS FREIHEIT 1936-1939)이라고 새겨져 있다.

## 같이 보기
- 국제여단